# Vallée de Meren
Pour les articles homonymes, voir Meren.
La vallée de Meren, en anglais Meren Valley, en indonésien Lembah Danau, littéralement « vallée des Lacs » en français, est une petite vallée située en Indonésie, sur l'île de Nouvelle-Guinée, dans les monts Maoke et au pied du Puncak Jaya. Ancienne vallée glaciaire, sa partie supérieure est encore occupée par le glacier Meren qui l'alimente en eau. Son fond est parsemé de petits lacs et son extrémité aval est obstruée par la mine de Grasberg.